# Droplet
 (juin 2025).
Si vous disposez d'ouvrages ou d'articles de référence ou si vous connaissez des sites web de qualité traitant du thème abordé ici, merci de compléter l'article en donnant les références utiles à sa vérifiabilité et en les liant à la section « Notes et références ».
Une droplet est une petite application qui se déclenche lorsqu'on dépose un ou plusieurs fichiers sur son icône.

## Étymologie
Droplet est un anglicisme, contraction de drop (en français : « déposer ») et d'applet.